# Raja Saddiki
Pour les articles homonymes, voir Saddiki.
Raja Saddiki (en arabe : رجاء الصديقي) est une cinéaste marocaine, fille de Tayeb Saddiki, une figure majeure de l'art marocain du vingtième siècle.

## Œuvres
- 2010 : Voyage court mais trash - court-métrage de fin d'étude avec la participation de Tayeb Saddiki
- 2014 : 475 Break the Silence, documentaire web sur les violences faites aux femmes ayant remporté plusieurs prix
- 2016 : Aji-bi les femmes de l'horloge[4], documentaire sur les femmes africaines à Casablanca ayant remporté plusieurs prix nationaux et internationaux[5]
- 2018 : Paroles aux citoyens avec l'association Les citoyens
- 2018 : Jidar, toiles de rue avec Festival du Boulevard des jeunes musiciens
- 2019 : Capsules pour la seconde chaîne marocaine 2M avec la participation de Rachid El Ouali
- 2020 : Living in Times of Corona[6] avec l'association Jawjab - en collaboration avec un ensemble de réalisateurs dont Hicham Lasri - Mohamed Achaouar

## Théâtre
Durant ses jeunes années, elle fut dirigée en tant que comédienne sur scène sous la direction de son père le grand dramaturge Tayeb Saddiki ; dans plusieurs œuvres dont :
- 1993 : Nous sommes faits pour nous entendre, pièce en langue française avec une tournée au Maroc, en France et au Canada
- 1999 : Le Verger de l'absinthe, théâtre du bsat en langue arabe avec une tournée marocaine et une adaptation télévisuelle pour la seconde chaine marocaine